# Markagölen, Småland
Markagölen är en sjö i Tingsryds kommun i Småland och ingår i Mieåns huvudavrinningsområde.